# 和田村 (長野県下伊那郡)
和田村（わだむら）は、長野県下伊那郡にあった村。現在の飯田市南信濃和田にあたる。

## 地理
- 山：黒石岳、森山、鶏冠山、池口岳
- 河川：遠山川、池口川

## 歴史
- 1889年（明治22年）4月1日 - 町村制の施行により、和田村が単独で自治体を形成。和田村を核とし、上村・木沢村・南和田村・八重河内村と「和田村外4箇村組合」（町村組合）を結成。
- 1947年（昭和22年）2月1日 - 組合から上村が脱退[1]。
- 1950年（昭和25年）3月28日 - 組合から木沢村が脱退[1]。
- 1955年（昭和30年）4月1日 - 組合を解消と同時に、残った南和田村・八重河内村と合併して遠山村が発足。同日和田村廃止。
- 1960年（昭和35年）4月1日 - 遠山村が木沢村と合併して南信濃村が発足。
- 2005年（平成17年）10月1日 - 南信濃村が飯田市に編入。

## 交通

### 道路
- 国道152号